# 草甸藁本
草甸藁本（学名：Ligusticum kingdon-wardii）是伞形科藁本属的植物，为中国的特有植物。分布在中国大陆的 云南省、四川省等地，生长于海拔3,500米的地区，常生长在高山草甸和山谷坡地上，目前已由人工引种栽培。